# John Calvin Brown
Pour les articles homonymes, voir Brown.
Cet article possède un paronyme, voir John Brown (homonymie).
John Calvin Brown (6 janvier 1827 - 17 août 1889) est un homme politique américain, militaire et homme d'affaires. Il est gouverneur du Tennessee de 1871 à 1875, et préside la convention constitutionnelle de l'État de 1870, qui rédige la constitution de l'État du Tennessee (en). Bien qu'il s'oppose à la sécession, Brown combat pour la Confédération pendant la guerre de Sécession, atteignant finalement le grade de major général.
Chef de file des démocrates Bourbon de l'État, Brown occupe la majeure partie de son mandat de gouverneur à résoudre les problèmes de la dette grandissante de l'État. À la suite de son mandat de gouverneur, il préconise la construction de chemin de fer, étant brièvement président du Texas & Pacific Railroad en 1888, et président de la compagnie du Tennessee Coal, Iron and Railroad en 1889.

## Avant la guerre
Brown naît dans le comté de Giles, Tennessee, fils de Duncan et Margaret Smith Brown. Il est le frère cadet de Neill S. Brown (en), qui servira en tant que gouverneur du Tennessee à la fin des années 1840. Il est diplômé de l'université Jackson (en) de Columbia, Tennessee, en 1846. Il étudie le droit avec son oncle, Hugh Brown, à Spring Hill, et est admis au barreau en 1848. Il commence son exercice d'avocat à Pulaski la même année.
Comme son frère, Brown est un whig avant la guerre de Sécession, et après l'effondrement du parti whig au milieu des années 1850, il continue de soutenir les candidats whigs précédents. Pendant l'élection présidentielle de 1860, il est un électeur du candidat du parti de l'Union constitutionnelle John Bell, qui s'oppose à la sécession, et prend une attitude neutre vis-à-vis de l'esclavage. Dans les semaines qui suivent la bataille de Fort Sumter en avril 1861, néanmoins, le sentiment sécessionniste se propage dans le Middle Tennessee (en), et Brown, à la suite de son frère, et finalement, John Bell, changent d'opinion et soutiennent l'éclosion de la Confédération,.

## Guerre de Sécession
En mai 1861, Brown s'engage en tant que soldat dans l'infanterie confédérée, et est élu colonel du 3rd Tennessee Infantry peu après. Il prend plus tard le commandement d'une brigade comprenant trois régiments du Tennessee.
Après la reddition du fort Donelson, il est prisonnier de guerre pendant six mois dans le fort Warren, Massachusetts, avant d'être échangé en août 1862. Peu après, il est promu brigadier général par le département confédéré à la guerre et affecté au commandement d'une brigade plus importante composée de troupes de Floride et du Mississippi. Il prend part aux campagnes de Braxton Bragg dans le Kentucky et le Tennessee entre la fin 1862 et 1863. Brown est blessé lors des batailles de Perryville et Chickamauga pendant qu'il commande sa brigade. Ses hommes font partie de la ligne de défense sur Missionary Ridge en 1863.
En 1864, Brown combat lors de la campagne d'Atlanta, où il prend parfois le commandement temporaire d'une division. En août 1864, il est promu major général et est affecté formellement au commandement d'une division du corps de Benjamin F. Cheatham. Il est de nouveau blessé lors de la bataille de Franklin en 1864, où six de ses pairs sont tués. Il est inapte pendant plusieurs mois et ne rejoint l'armée qu'à la fin de la campagne des Carolines en avril 1865. Il se rend avec les forces de Joseph E. Johnston à Bennett Place et est libéré sur parole un mois plus tard.

### Dates de promotion
- Soldat : 1er mai 1861
- Colonel : 16 mai 1861
- Brigadier général : 30 août 1862
- Major général : 4 août 1864

## Gouverneur

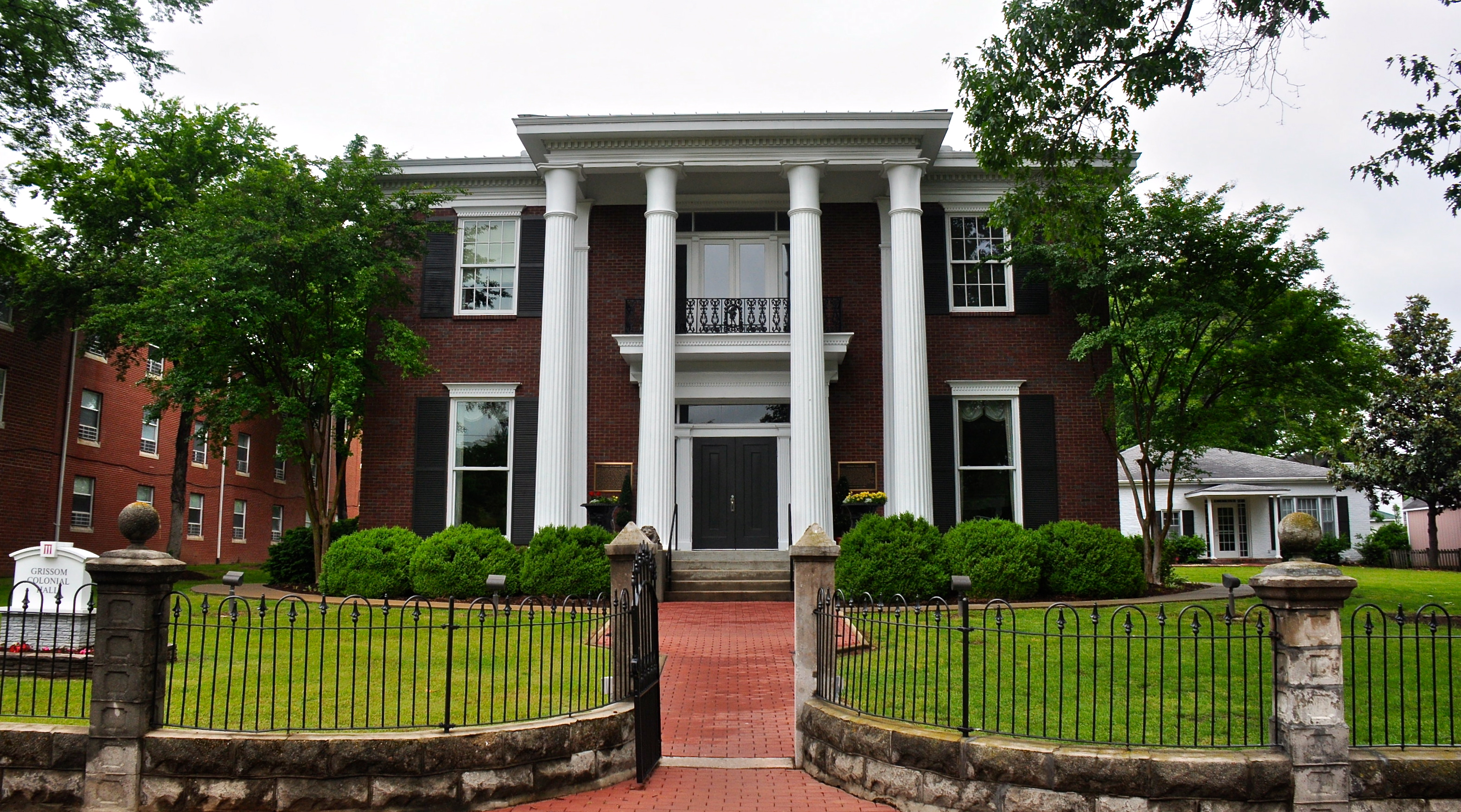
Maison du gouverneur John C. Brown à Pulaski, maintenant appelée Grissom Colonial Hall.

Brown retourne à Pulaski et reprend ses activités d'avocat après la guerre. Il est élu à l'assemblée générale du Tennessee en 1869. L'année suivante, il est délégué à la convention constitutionnelle de l'État, et en est élu président par ses pairs. Cette convention révise la constitution de 1834 de l'État, essentiellement pour la mettre en conformité avec les demandes post-guerre de Sécession. Le document dans ses éléments les plus notables garanti le droit de vote à tous les hommes d'au moins 21 ans, quelle que soit sa race, mais institue aussi un cens (en) (taxe de participation à l'élection). Bien qu'elle ait été amendée un certain nombre de fois, elle reste la constitution de l'État du Tennessee en application.
Membre du Ku Klux Klan, il rédige The Prescript, qui définit les règles du Klan avec l'ancien général confédéré George W. Gordon qui vit, lui-aussi, à Pulaski.

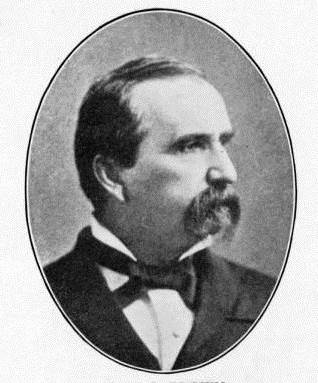
Brown alors gouverneur

Bien qu'il fût un whig avant la guerre de Sécession, Brown rejoint le parti démocrate après la guerre, et est nommé comme candidat du parti pour l'élection du gouverneur en 1870. Comme la nouvelle constitution restaure les droits de vote des ex-confédérés, Brown défait facilement son adversaire républicain, William H. Wisener (en) de Shelbyville, par 78 979 voix contre 41 500. Il est réélu par une petite marge, 97 700 voix contre 84 089, face au candidat républicain Alfred Alexander Freeman (en) en 1872.
Le problème le plus pressant de Brown est la montée en flèche de la dette. Lors des décennies précédentes, le Tennessee a accumulé 43 millions de dollar de obligations, la plupart pour des améliorations internes, telles que la construction de routes à péage et les emprunts pour les chemins de fer. Le gouverneur William Brownlow a amplifié le problème en émettant plus d'obligations pour payer les intérêts des obligations arrivant à terme à la fin des années 1860. Au moment où Brown prend ses fonctions, l'État est étranglé pour payer les intérêts de la dette. Brown réussit à réduire la dette liée aux obligations de l'État à 20 millions de dollars, et élimine toute la dette flottante de l'État. Ses efforts s'avèrent inutiles, et l'État finit par faire défaut à la suite de la panique de 1873.
L'administration de Brown promulgue la première loi efficace sur l'école publique de l'État, qui instaure la mise en place des directeurs d'école (en) dans les villes et les comtés, et la création du bureau du State Superintendent of Public Instruction. Brown soutient aussi le conseil d'administration pour diriger les districts scolaires locaux, et l'organisation d'écoles séparées pour les enfants Afro-Américains et blancs. Pour soutenir ces écoles, le gouverneur Brown appelle la législature à instituer un impôt d'État et de donner aux villes et aux comtés le pouvoir de lever d'autres taxes.
En 1875, avec d'autres anciens généraux confédérés, il se lance dans l'investiture pour un siège libre du sénat des États-Unis, mais perd le 54e scrutin pour le mandat de l'État face à l'ancien président Andrew Johnson.

## Vieillesse
En 1876, Brown, qui soutient les efforts de Thomas A. Scott (en) dans la construction d'une voie ferrée trans-continentale dans le Sud, rejoint la compagnie Texas & Pacific Railroad en tant que vice-président. Il est nommé administrateur judiciaire de cette ligne en 1885, et atteint la présidence en 1888. L'année suivante, il devient président de la Tennessee Coal, Iron and Railroad Company, qui est l'une des plus grandes entreprises du Sud. Brown est aussi président de la Bon Air Coal Company, une compagnie minière de charbon sur le plateau de Cumberland près de Crossville, dans les années 1880.
Brown tombe malade lors de l'été 1889, et part pour Red Boiling Springs, une station balnéaire dans le centre-nord du Tennessee, dans l'espoir de recouvrer la santé. Le 17 août 1889, néanmoins, il souffre d'une hémorragie stomacale et meurt. Son corps est renvoyé à Pulaski et enterré dans le cimetière Maplewood.

## Famille
La première femme de Brown, Anne Pointer, meurt en 1858. Ils n'ont eu aucun enfant. Il se marie en secondes noces avec Elizabeth Childress de Murfreesboro, en 1864. Ils ont quatre enfants : Marie, Daisy, Elizabeth, et John C. Brown, Jr. La femme de Brown, Elizabeth, fait partie des femmes mises en avant dans le livre d'Annie Somers Gilchrist en 1902, Some Representative Women of Tennessee. La fille de Browns, Marie, s'est mariée avec le gouverneur Benton McMillin (en).

## Pour aller plus loin
- Wooldridge, John (ed.), History of Nashville, Tennessee, Nashville, Publishing House of the Methodist Episcopal Church, South, 1890
- Warner, Ezra J., Generals in Gray: Lives of the Confederate Commanders, Baton Rouge: Louisiana State University Press, 1959,  (ISBN 0-8071-0823-5).